# Beinheim
Beinheim (elsässisch: Bänem) ist eine französische Gemeinde mit 1914 Einwohnern (Stand 1. Januar 2021) im Département Bas-Rhin in der Europäischen Gebietskörperschaft Elsass und in der Region Grand Est.

## Geografie
Die Gemeinde liegt zwischen Sauer und Rhein an der Grenze zu Deutschland. Die Départementsstraße D 87 überquert in Beinheim den Rhein in Richtung Rastatt.

## Geschichte
Die Ortschaft hieß 745 Badanandovilla, 773 Bainenheim, 884 Beininheim und 1787 Neubeinheim.
1404 wurde Beinheim von den Herren von Fleckenstein an die Markgrafschaft Baden verkauft. Dort verblieb das Dorf, bis es 1497 an die Kurpfalz kam. Beinheim gehörte anschließend von 1557 bis 1771 zur Markgrafschaft Baden-Baden und danach erneut zur wiedergegründeten Markgrafschaft Baden. Mit Beginn der Französischen Revolution gelangte das Dorf zu Frankreich.
In seiner Geschichte wurde Beinheim von Burgherren und während des Zweiten Weltkrieges bei der Besetzung Frankreichs durch die Wehrmacht in Kampfhandlungen verwickelt.

### Bevölkerungsentwicklung
| 1962 | 1968 | 1975 | 1982 | 1990 | 1999 | 2006 | 2018 |
| ---- | ---- | ---- | ---- | ---- | ---- | ---- | ---- |
| 988  | 1059 | 1268 | 1457 | 1556 | 1790 | 1881 | 1828 |

## Wirtschaft
- Der internationale Konzern Roquette Frères hat in Beinheim einen Standort.
- Der US-Konzern Catalent Pharma Solutions hat in Beinheim eine Niederlassung. Dieses Unternehmen ist führend in der Herstellung von Gelatinekapseln für die Pharmaindustrie.
- Timmel Frères ist spezialisiert auf Tankreinigung und Abfallbeseitigung.
- Die Firma Weber ist eine international tätige Spedition.

Verbreitet ist der Anbau von Mais und Getreide. Diese pflanzlichen Rohstoffe werden zu einem großen Teil an den Verarbeiter Roquette Frères geliefert, wo sie zu Stärke für die Lebensmittelindustrie und für technische Anwendungen verarbeitet werden.
Auch das Kleingewerbe ist präsent. Dazu gehören unter anderem das Gastgewerbe, Bäckereien-Konditoreien, Metzgereien, Supermärkte, Banken, eine Poststelle, Apotheken, Bauunternehmungen, das Keramikgewerbe, Schreinereien und Tischlereien.

## Sehenswürdigkeiten

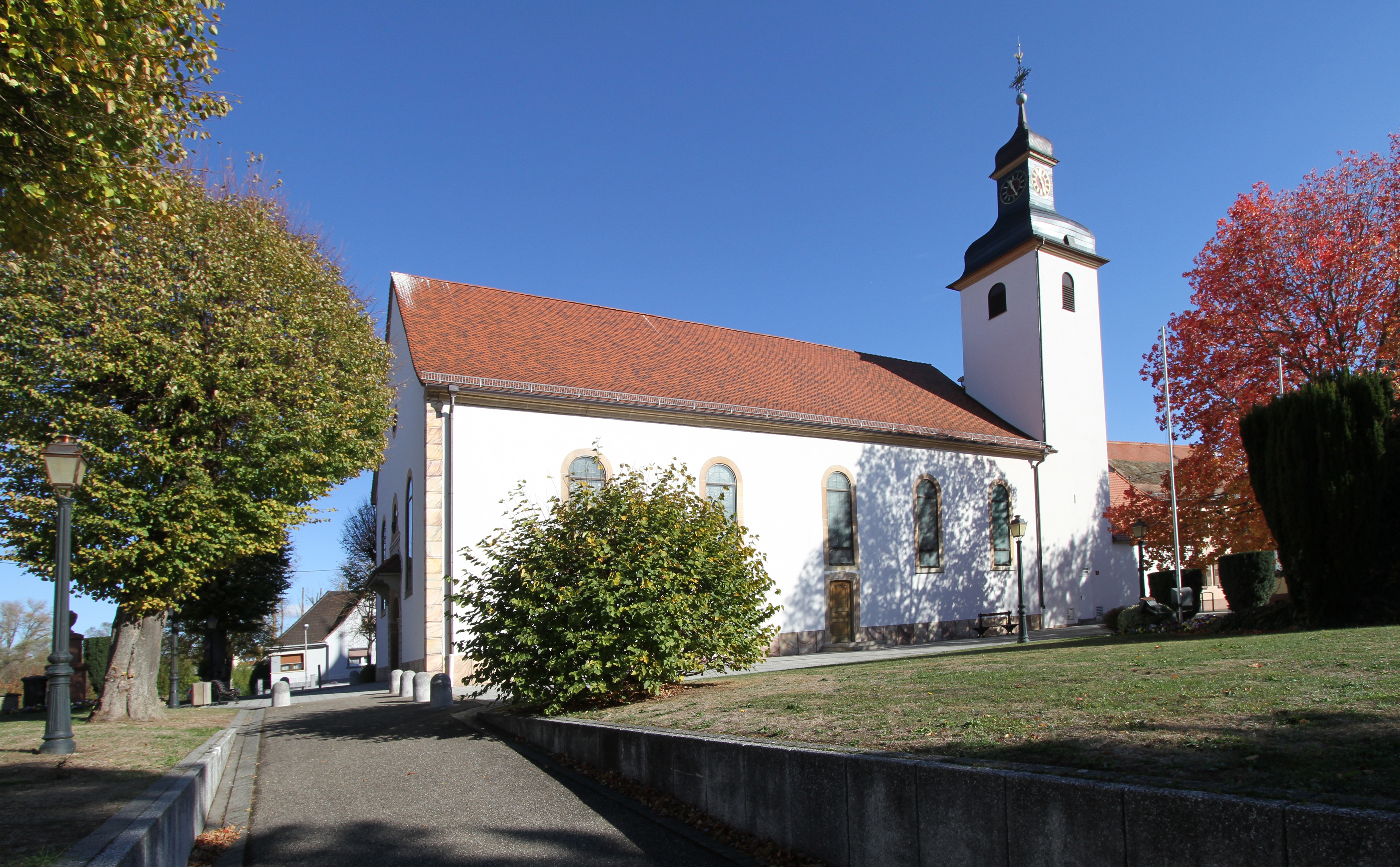
Kirche Sainte-Croix

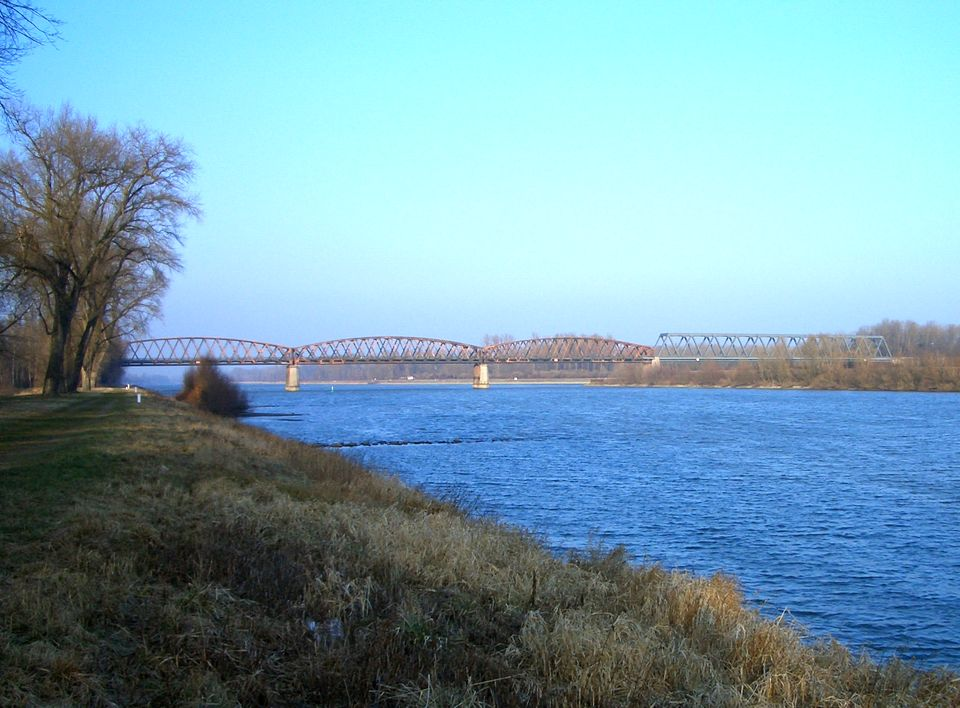
Rheinbrücke bei Beinheim

- Das Haus des Barons Schramm (* 1760; † 1826) beherbergt die Communauté de communes.
- Nebenan befindet sich der napoleonische Garten Schramm.
- Die Kirche Sainte-Croix (Heiligkreuz), datiert auf das Jahr 1760, enthält einen gotischen Chor und ein barockes Herrenhaus. 1792 wurde eine Orgel von Michael Stiehr erworben, 1815 installiert und 2002 komplett renoviert.
- Die Kapelle Saint-Vit ist auf 1352 datiert. Sie wurde 1806 zerstört und im selben Jahr wieder aufgebaut. Sie wird von Touristen sehr beachtet.
- Die Brücke über den Rhein mit genieteten Stahlstreben im Neorenaissancestil. Sie wurde im Zweiten Weltkrieg zweimal zerstört und wieder aufgebaut. Der Baustil ist allerdings über die gesamte Länge der Brücke nicht einheitlich, denn beim Bau der nahen Staustufe Iffezheim entstand in den 1970er Jahren auf der deutschen Seite eine zusätzliche Strebenfachwerkkonstruktion aus Stahl über den neuen Schifffahrtskanal. Ursprünglich eine Eisenbahnbrücke, ist sie heute auch für den Grenzverkehr mit Automobilen unerlässlich. LKWs dürfen diese Brücke allerdings nicht benutzen. Dafür ist zwei Kilometer südlich der Grenzübergang der Staustufe Iffezheim vorgesehen.
- Die Héronnière, ein Biotop in einer Kiesgrube.

## Persönlichkeiten
- François Bracci (1951–2023), Fußballspieler und -trainer